# كاروزيريا تورنج سوبرليغيرا
كاروزيريا تورنج سوبرليغيرا  هي صانعة هياكل سيارات أنشئت في 25 مارس 1926 في ميلان، بإيطاليا على يد فيليس بيانكي أنديرلوني (1882–1948) وغايتانو بونزوني. عرفت هذه الشركة بتصاميمها الجميلة وطريقة بنائها لسيارات المعروفة بسوبرليغيرا والتي تعني الضوء السوبر. بعد تحقيقها لنجاح كبير في منتصف القرن العشرين بدأ بريقها بالانخفاض بسبب بدأ الشركات المصنعة للسيارات التوجه لطرق تصميم مغايرة لسوبرليغيرا المعروفة بها الشركة. توقفت الشركة عن الإنتاج في عام 1966 لكن كارلو فيليس بياتشي أنديرلوني وكاروزيريا مارازي أبقو على العلامة التجارية تورنج سوبرليغيرا وأستخدموها في عدة مناسبات لدعم تراث الشركة. تم بيع العلامة التجارية لاحقا لتستانف نشاطها في عام 2006 تحت اسم كاروزيريا تورنج سوبرليغيرا. يقع المقر الرئيسي للشركة في مسقط رأس الشركة في ميلانو الإيطالية ورئيس تصميمها هو لويس دي فابريبيكيرز.